# Collégiale de Neuchâtel
La collégiale Notre-Dame de Neuchâtel est un édifice protestant du XIIe siècle qui se situe sur la colline du château de Neuchâtel en Suisse. Elle surplombe la ville de Neuchâtel. La paroisse est membre de l'Église réformée évangélique du canton de Neuchâtel.

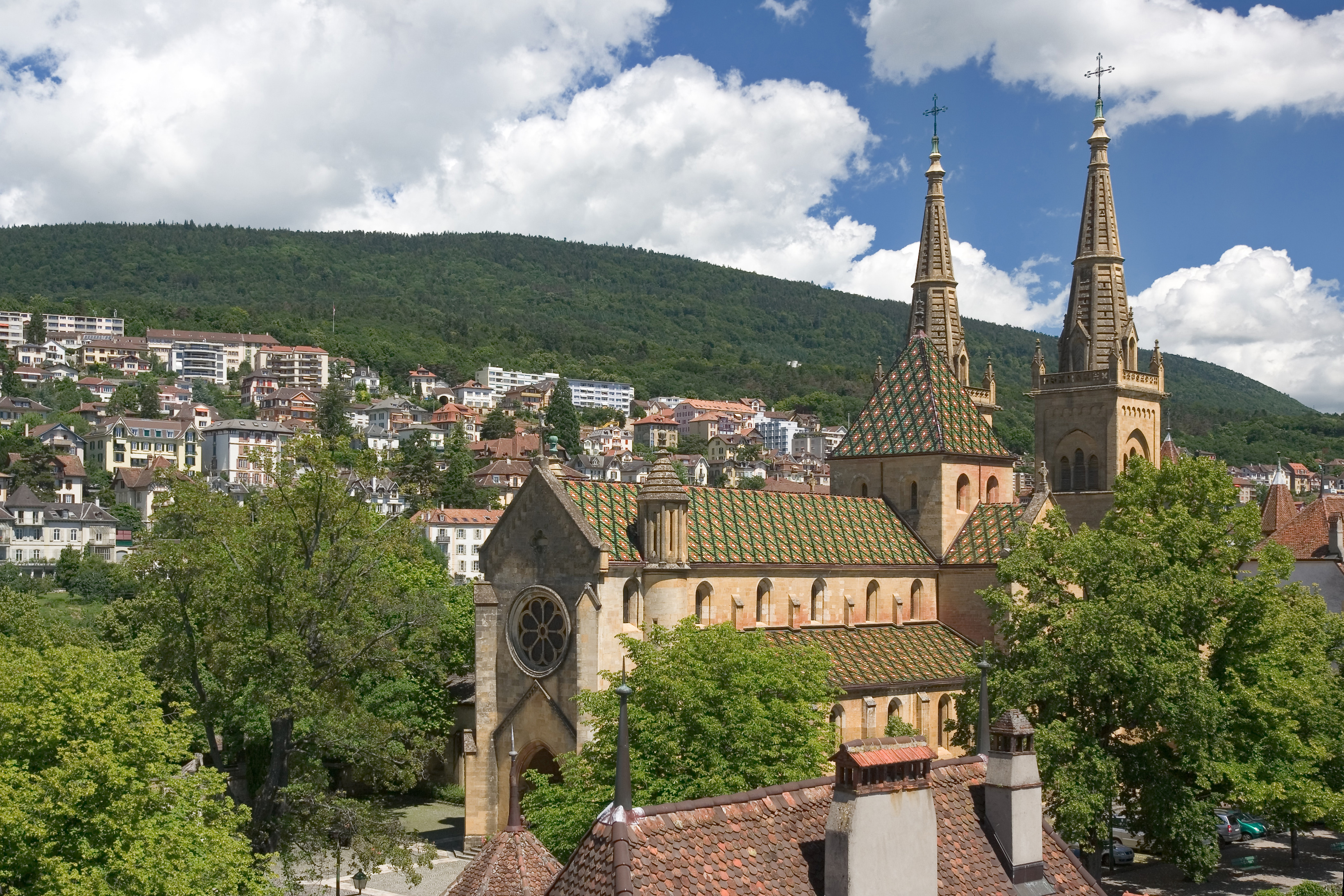
La collégiale de Neuchâtel.

## Histoire

### Collégiale Notre-Dame de Neuchâtel
Le chantier de la collégiale de Neuchâtel a débuté aux environs de 1190 à l'initiative du comte Ulrich II et de son épouse, Berthe. Ce sont tout d'abord le chœur, le chevet, le bas du transept et les travées à l'est qui ont été construits. Puis le gros de la construction s'est achevé vers ~ 1270-1280 par le pignon ouest de la nef et le porche.
Ainsi, la base de la collégiale est construite selon un style roman rhénan. Puis le style change pour être plus proche du style bourguignon. Notamment le toit couvert de tuiles vernissées, comme en Bourgogne. Les parties hautes et le cloître sont de style gothique.
Le cloître

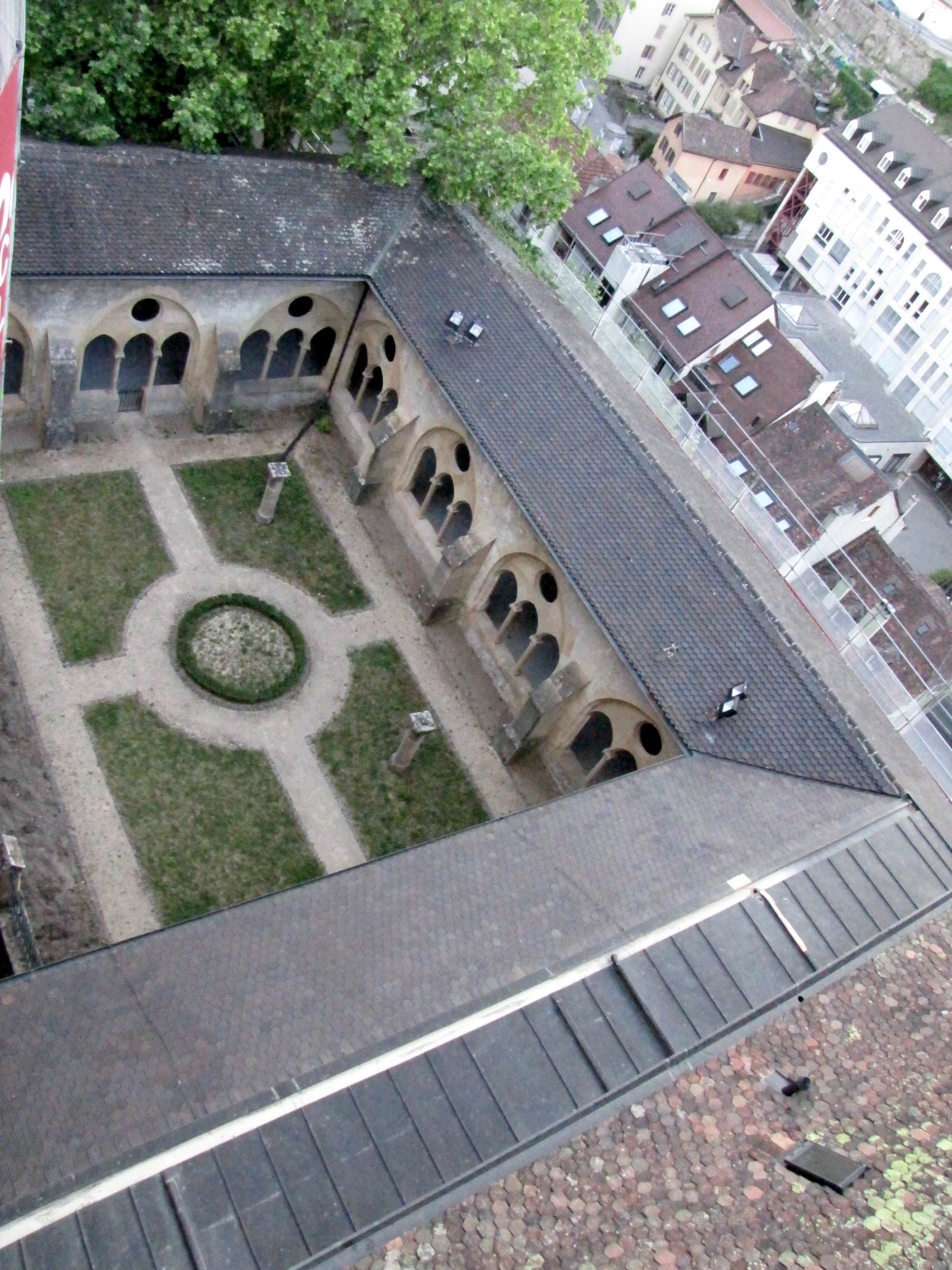
Le cloître vu de dessus avant la restauration de 2017.
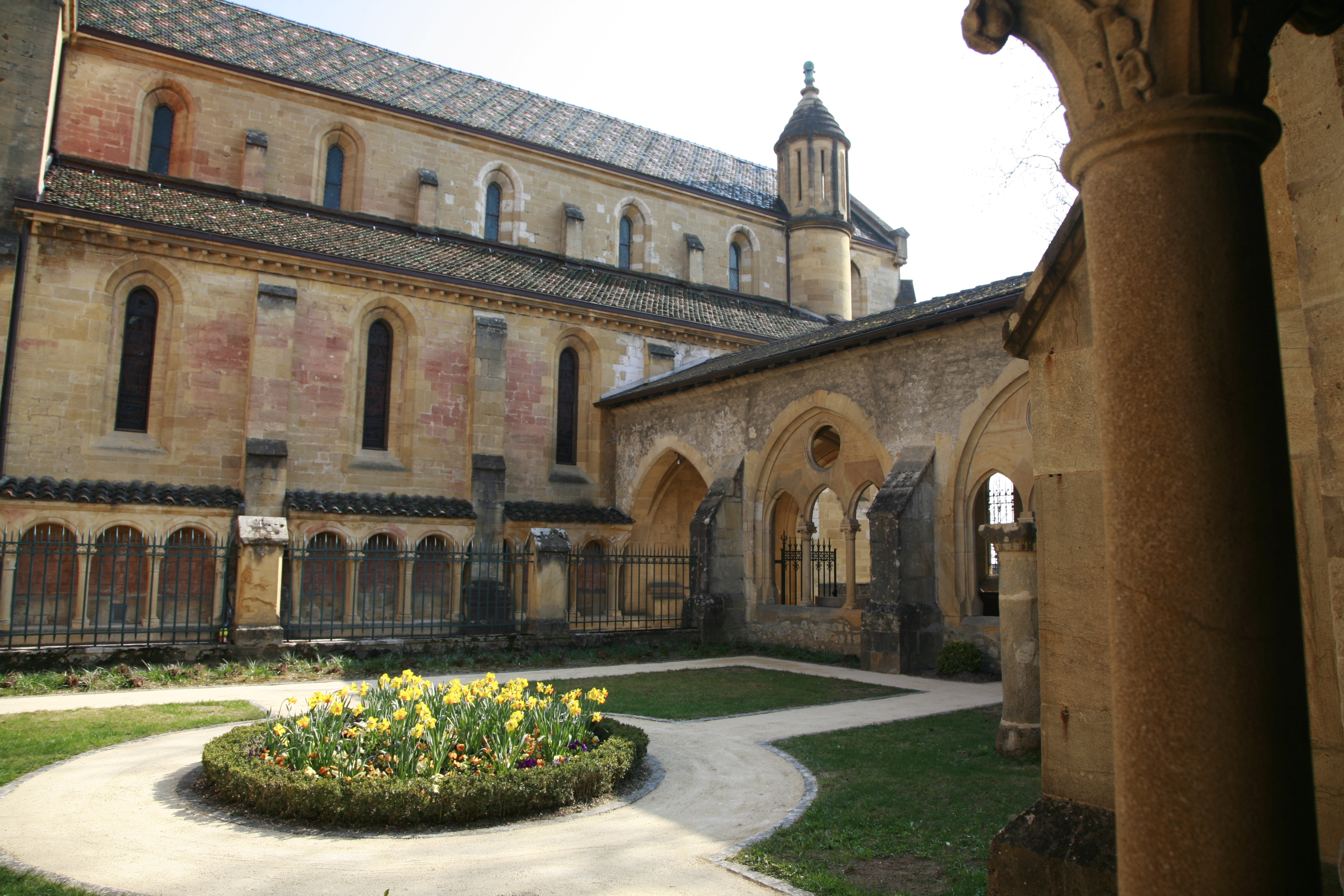
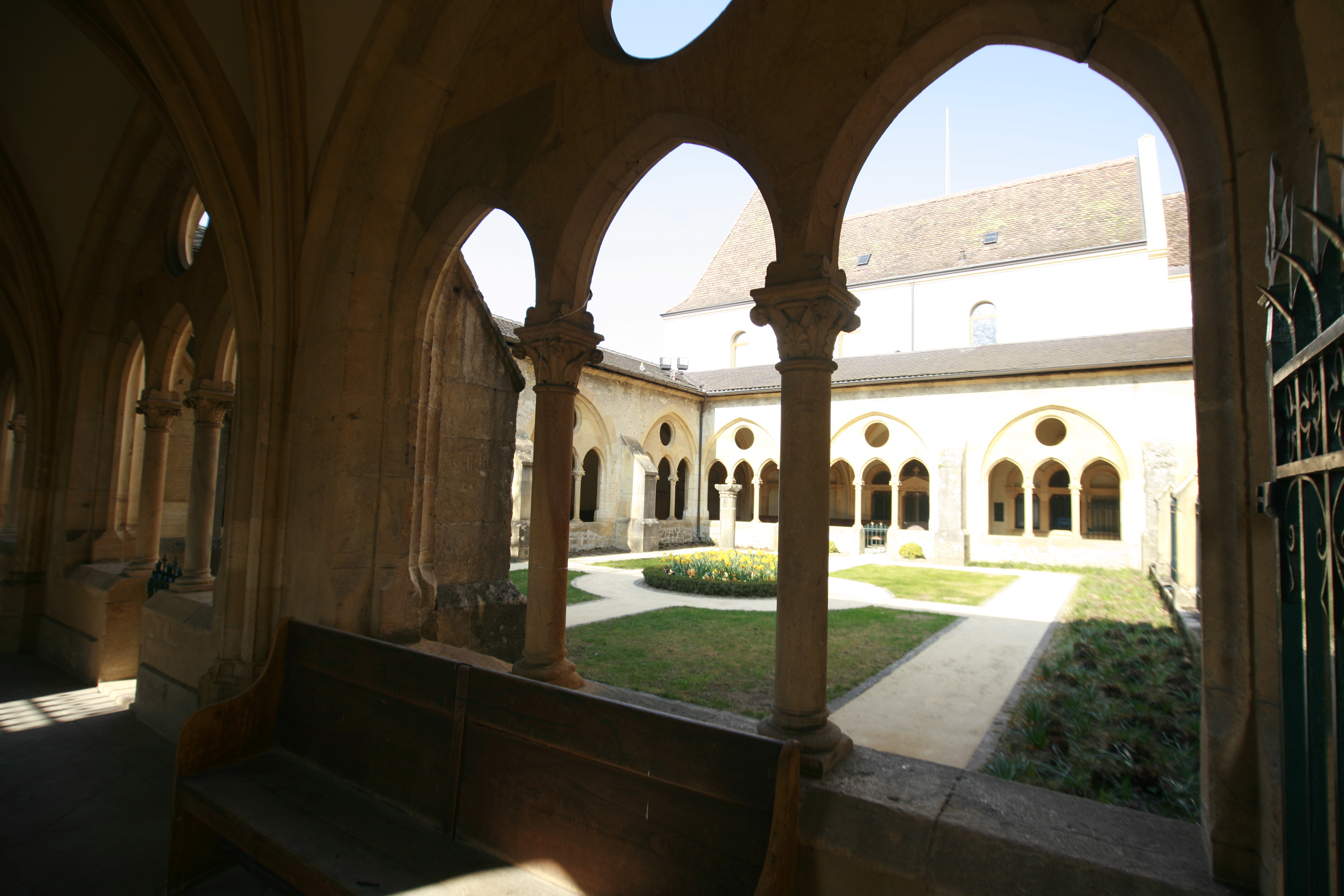
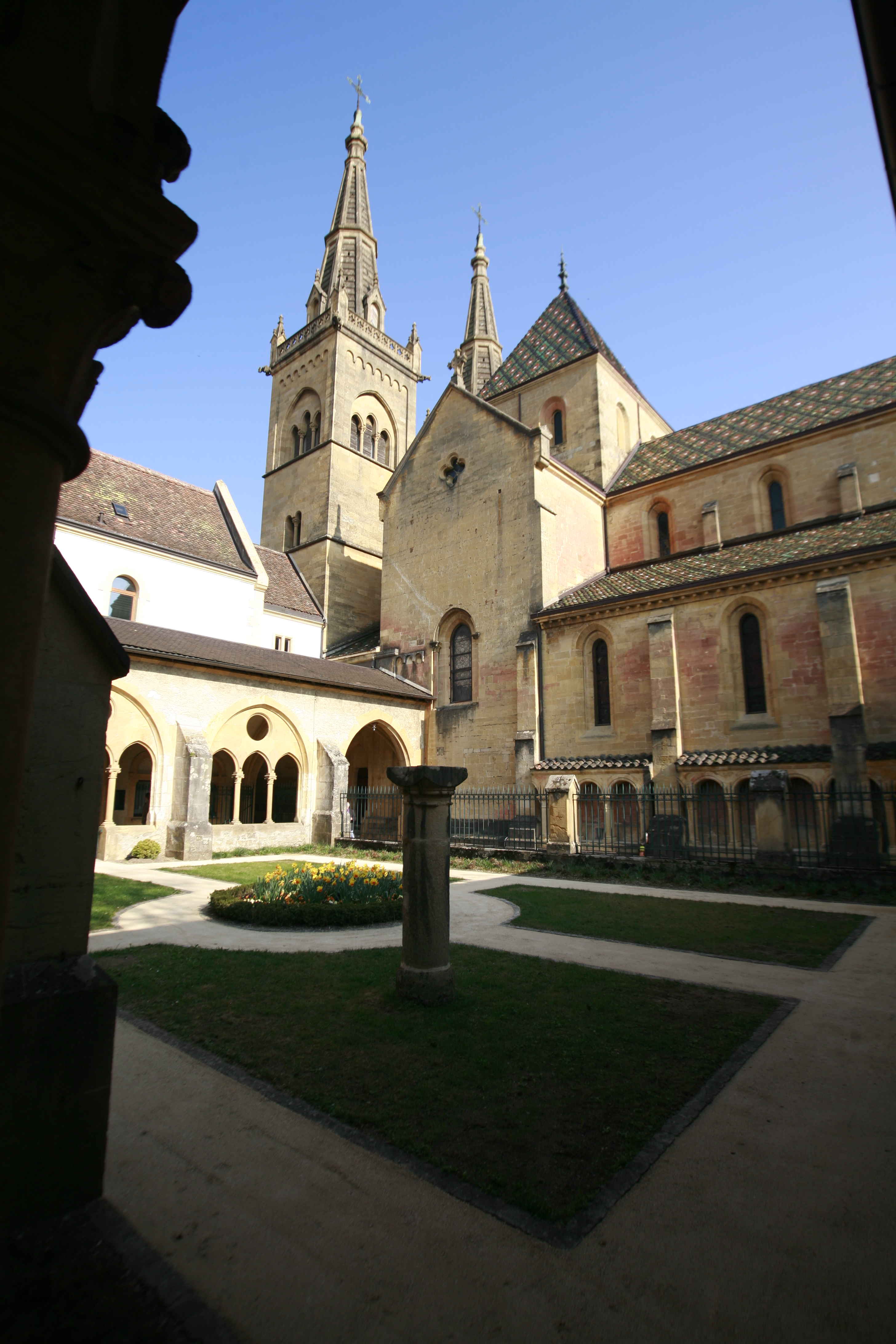
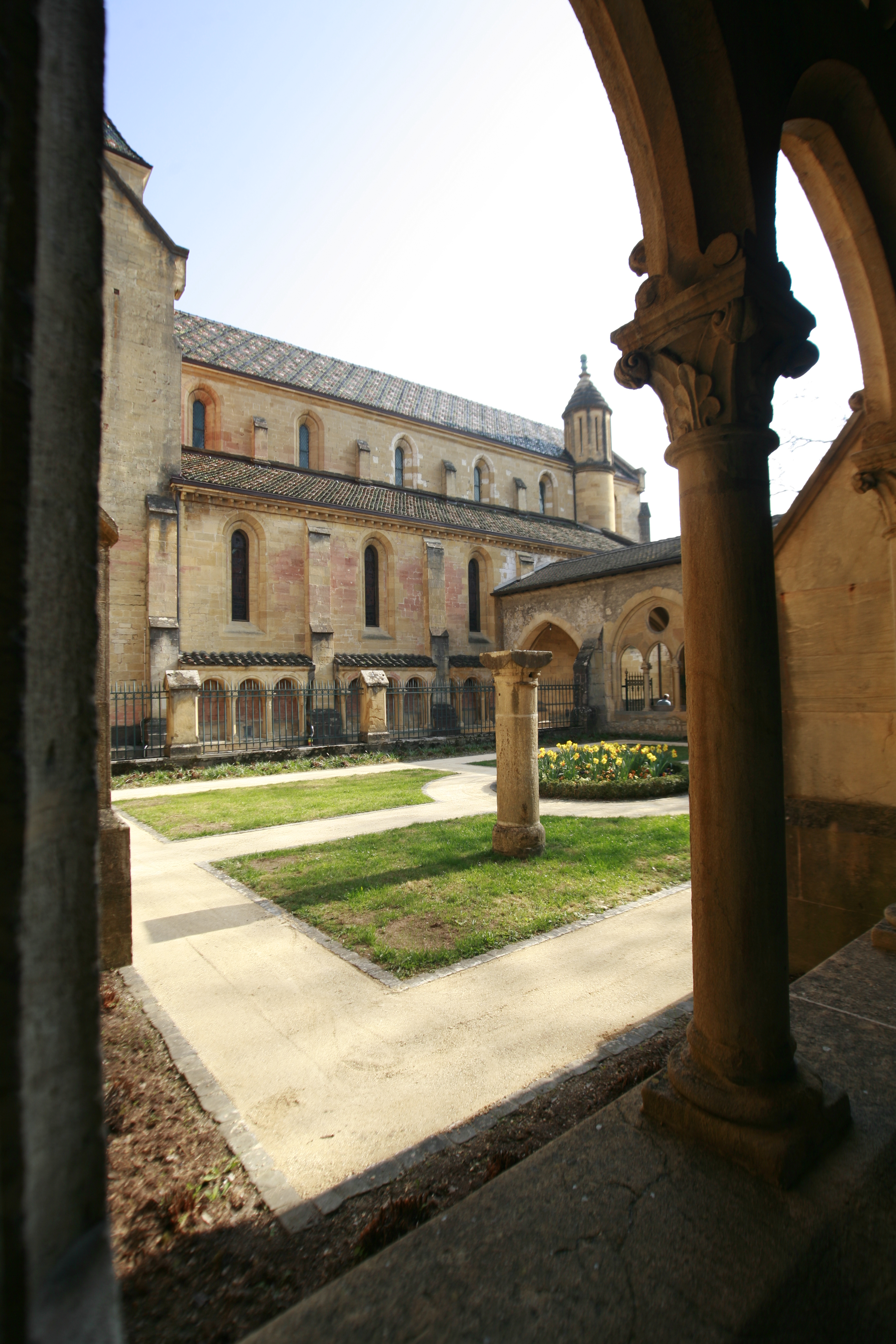
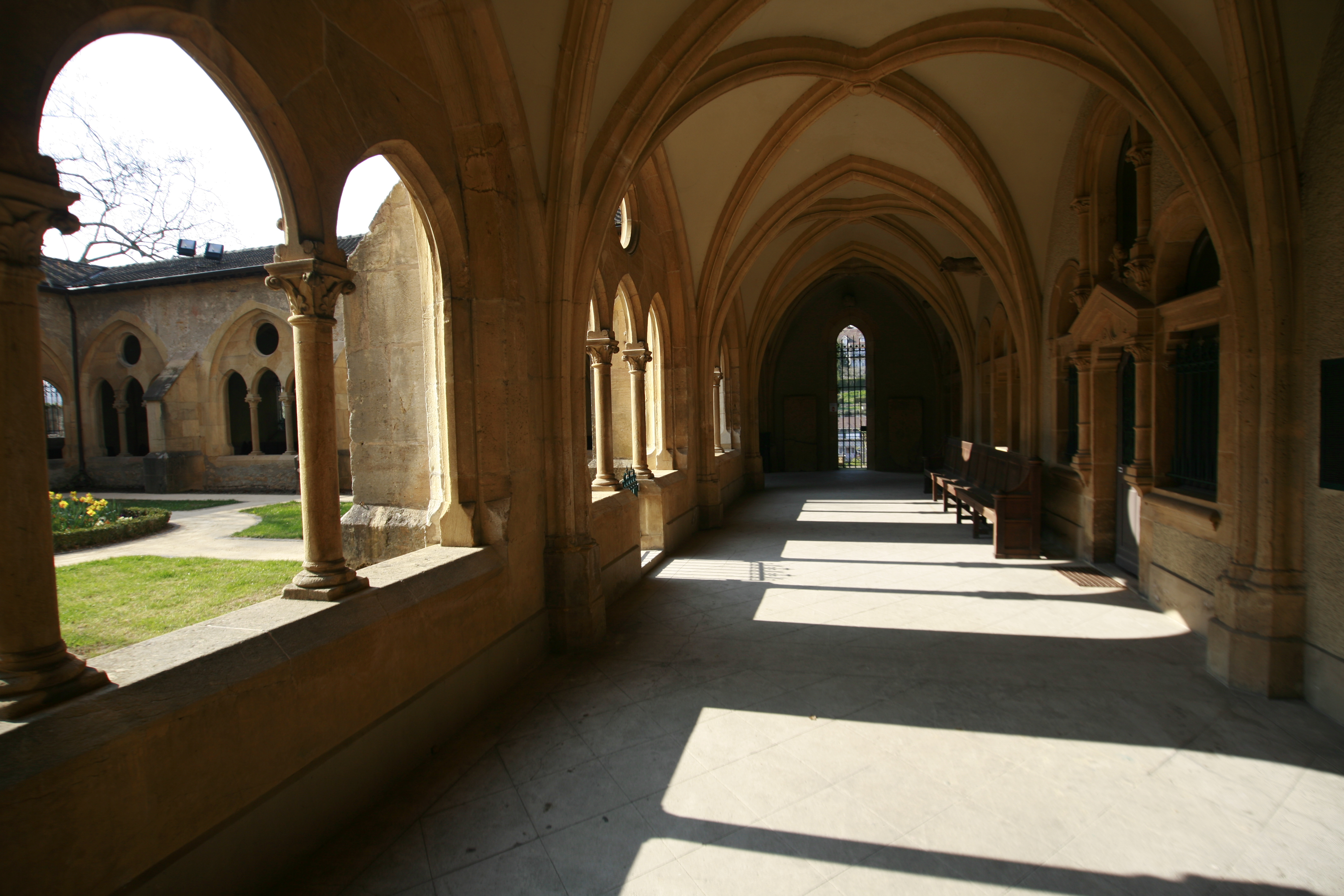

Les tours prévues à l'origine ne sont construites que plus tard : la tour sud dans la seconde moitié du XIIIe siècle et la tour nord lors de la restauration par Léo Châtelain entre 1867 et 1870. C'est également lors de cette restauration qu'ont été ajoutées les flèches sur les tours pour donner un côté néo-gothique à la mode à la fin du XIXe siècle (Léo Châtelain étant très certainement inspiré par les travaux d'Eugène Viollet-le-Duc).

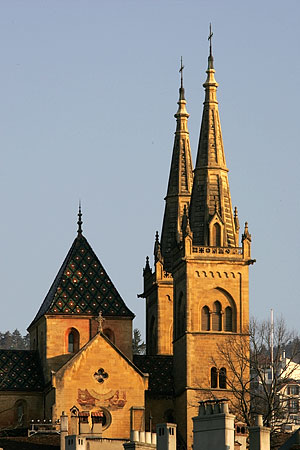
Vue des tours nord et sud et de la tour-lanterne.
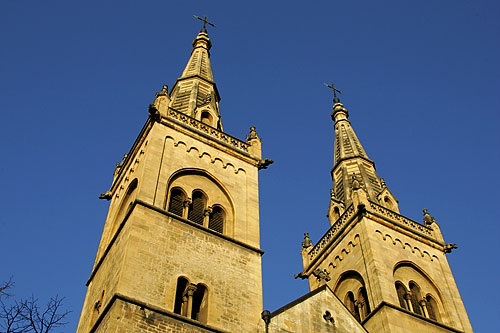
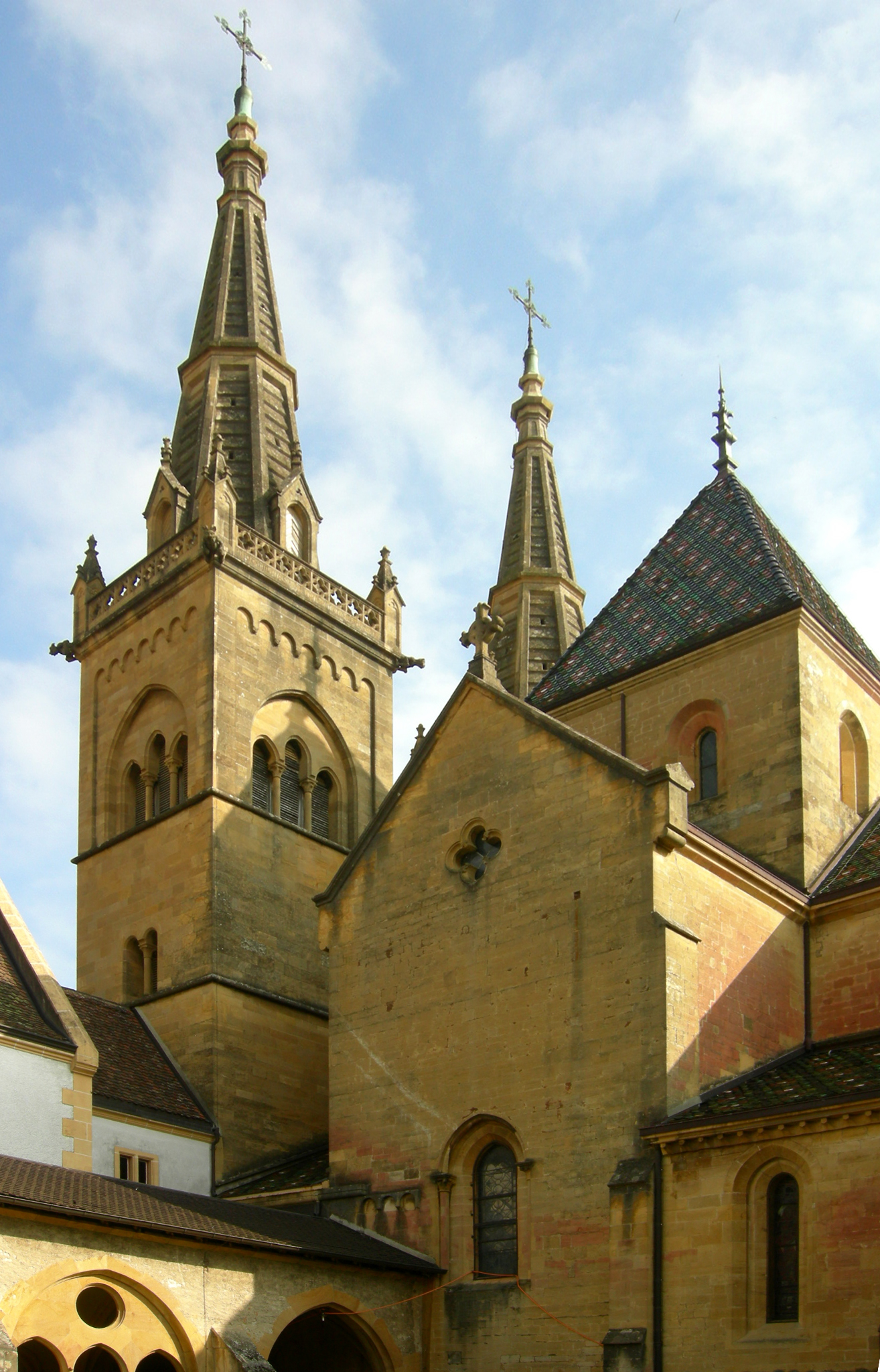
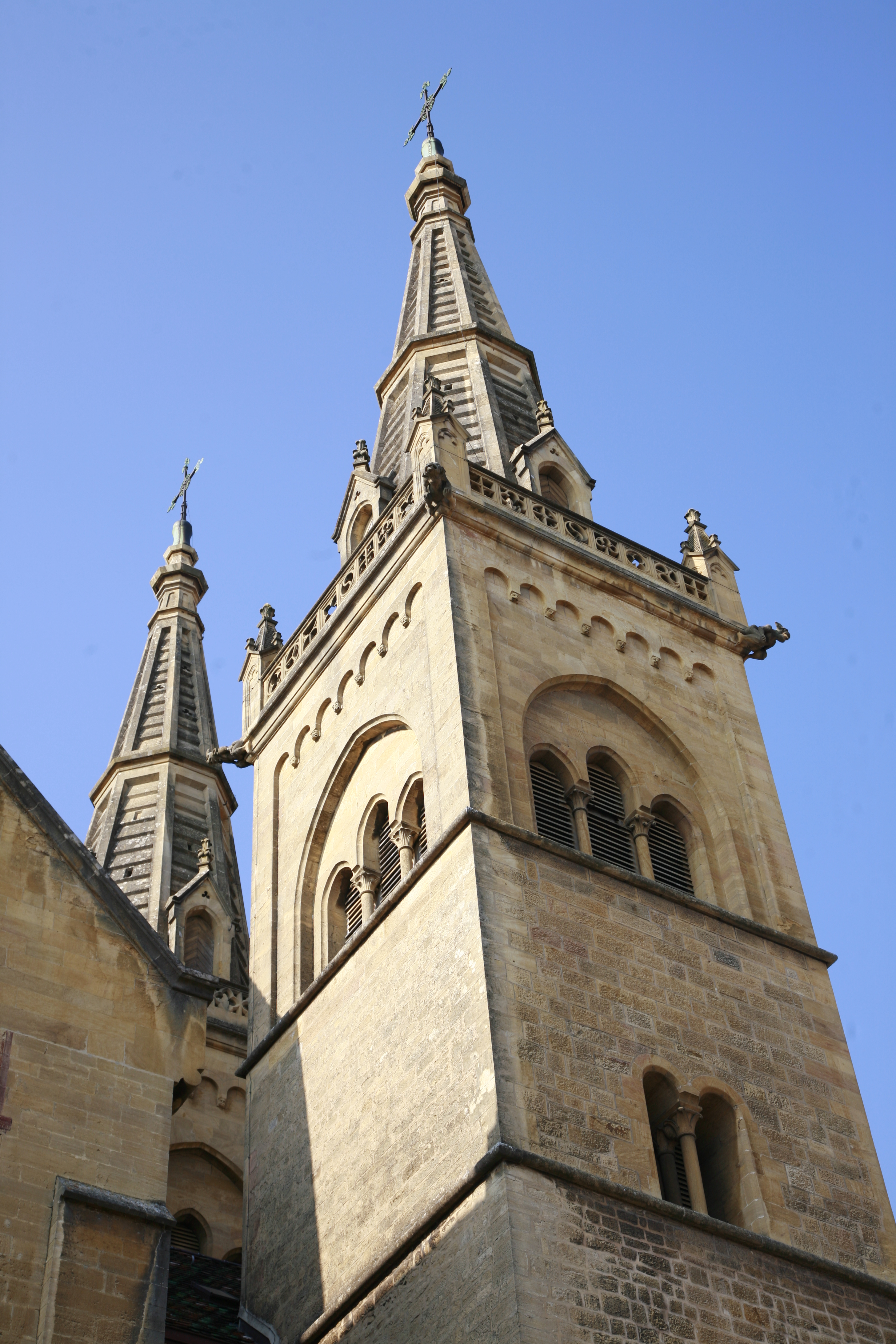
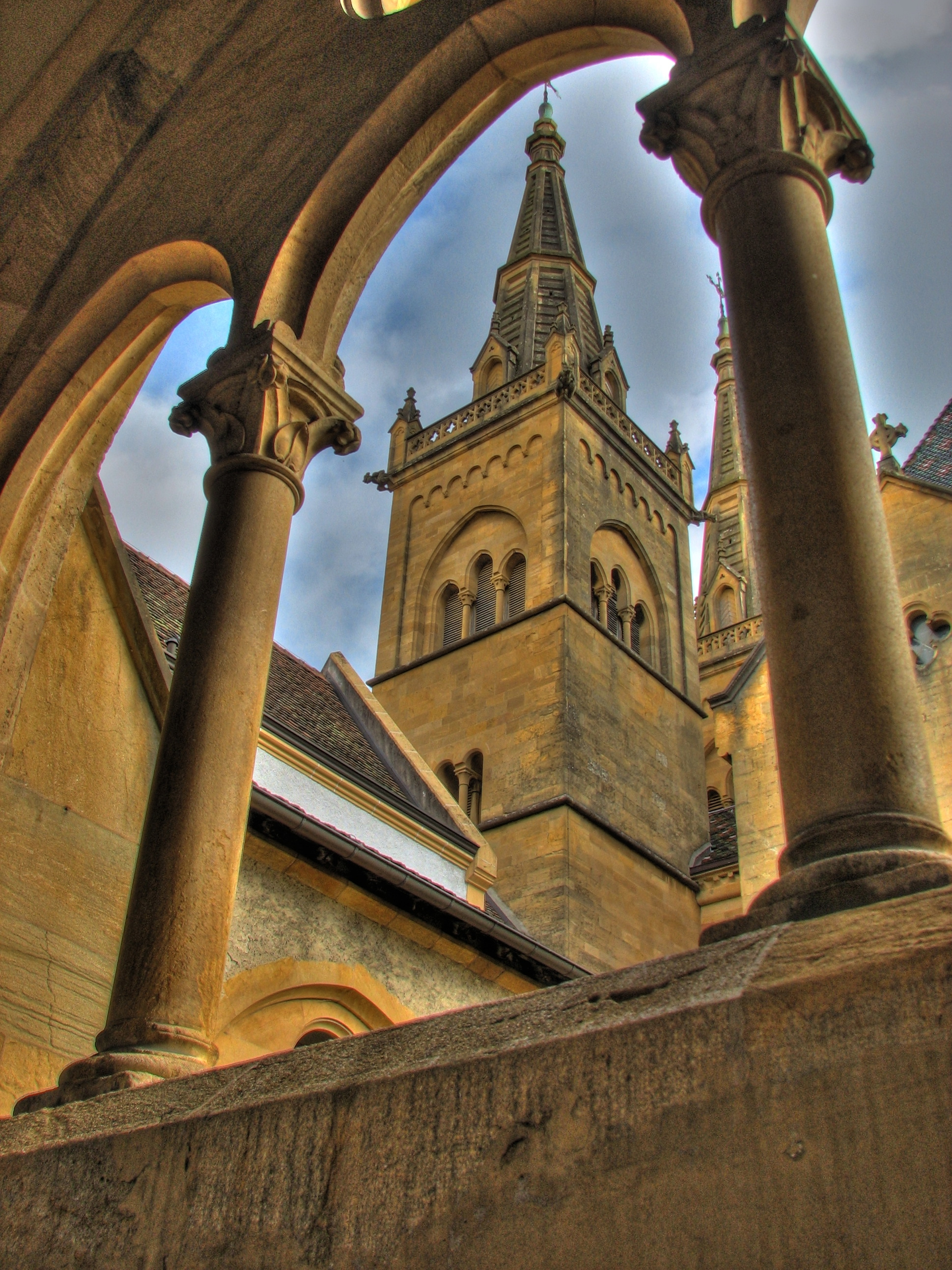

Avant la Réforme, la collégiale était consacrée à Notre-Dame. Elle était desservie par un chapitre de douze chanoines (probablement six à l'origine).
Un des chanoines les plus connus de la collégiale est saint Guillaume (attesté dès 1196, mort en 1232). C'était un chanoine de Neuchâtel à l'époque de la construction de la partie romane de la collégiale, vénéré pour des résurrections d'enfants mort-nés le temps de leur baptême, son culte se perpétue jusqu'à la Réforme.

### Temple réformé de Neuchâtel

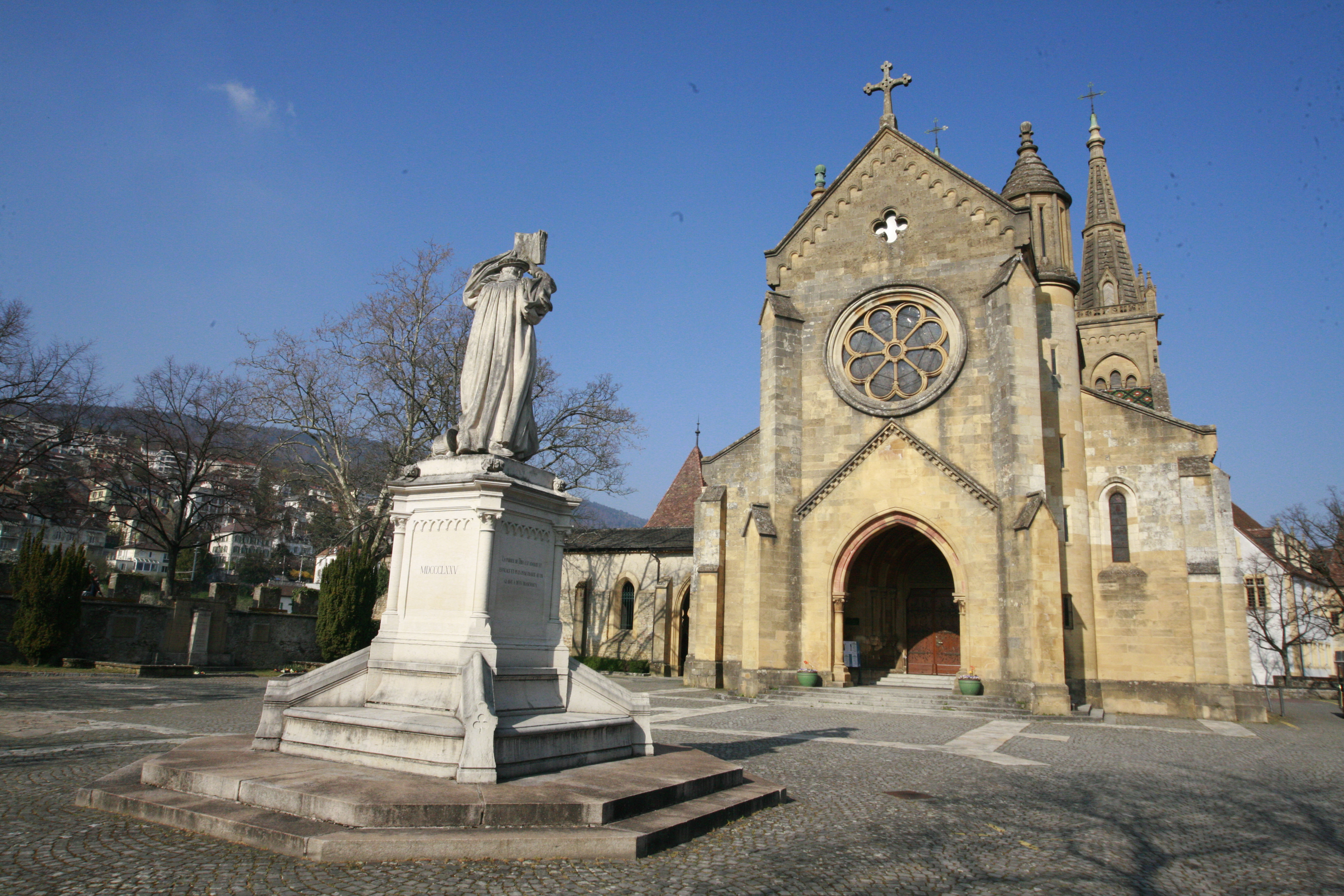
Statue de Guillaume Farel sur l'esplanade de la collégiale.

La Réforme arrive à Neuchâtel par Guillaume Farel. En 1530, une majorité de bourgeois votent la Réforme. Le culte catholique est supprimé. Les autels, des tableaux et des statues de la collégiale sont détruits. En effet, comme l'écrit Gabrielle Berthoud dans son article Iconoclasme à Neuchâtel : 

« les bourgeois, influencés par Farel, farouche iconoclaste, ont saccagé l'église collégiale les 23 et 24 octobre 1530, détruisant presque tout son mobilier. Seules quelques pièces de peu d'importance en ont été retrouvées. Le trésor, mis à l'abri par le gouverneur du comté, a été emporté en France où sa trace s'est perdue. Les vitraux, les peintures murales et les cloches semblent cependant avoir été épargnés. Au XVIIe siècle, par réaction anticatholique, le Conseil de ville a fait effacer les peintures restantes et détruire les sculptures du tympan roman du portail sud qui représentait la Sainte-Vierge et deux donateurs. Dernière et malheureuse manifestation iconoclaste désapprouvée par une partie de la population. »

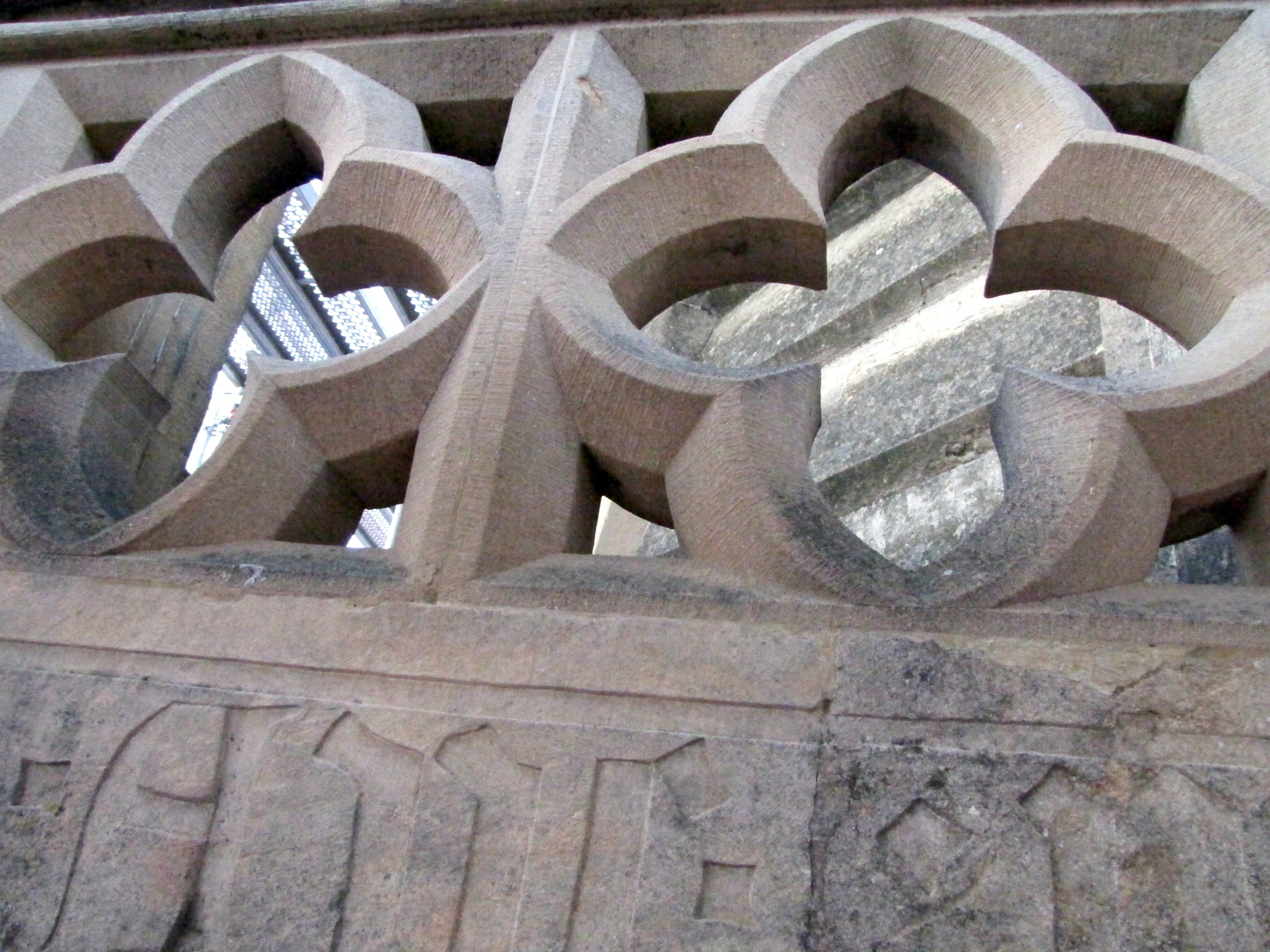
Quadrilobe du parapet des tours.

Entre 1867 et 1870, Léo Châtelain est mandaté pour restaurer la collégiale. À cette époque, on ne pratiquait pas les restaurations pour retrouver l'état primaire d'un édifice. On n'hésitait pas à l'embellir. Ainsi, certainement sous l'inspiration des travaux d'Eugène Viollet-le-Duc, la collégiale de Neuchâtel a été restaurée en lui ajoutant des éléments pour lui donner un style néo-gothique.

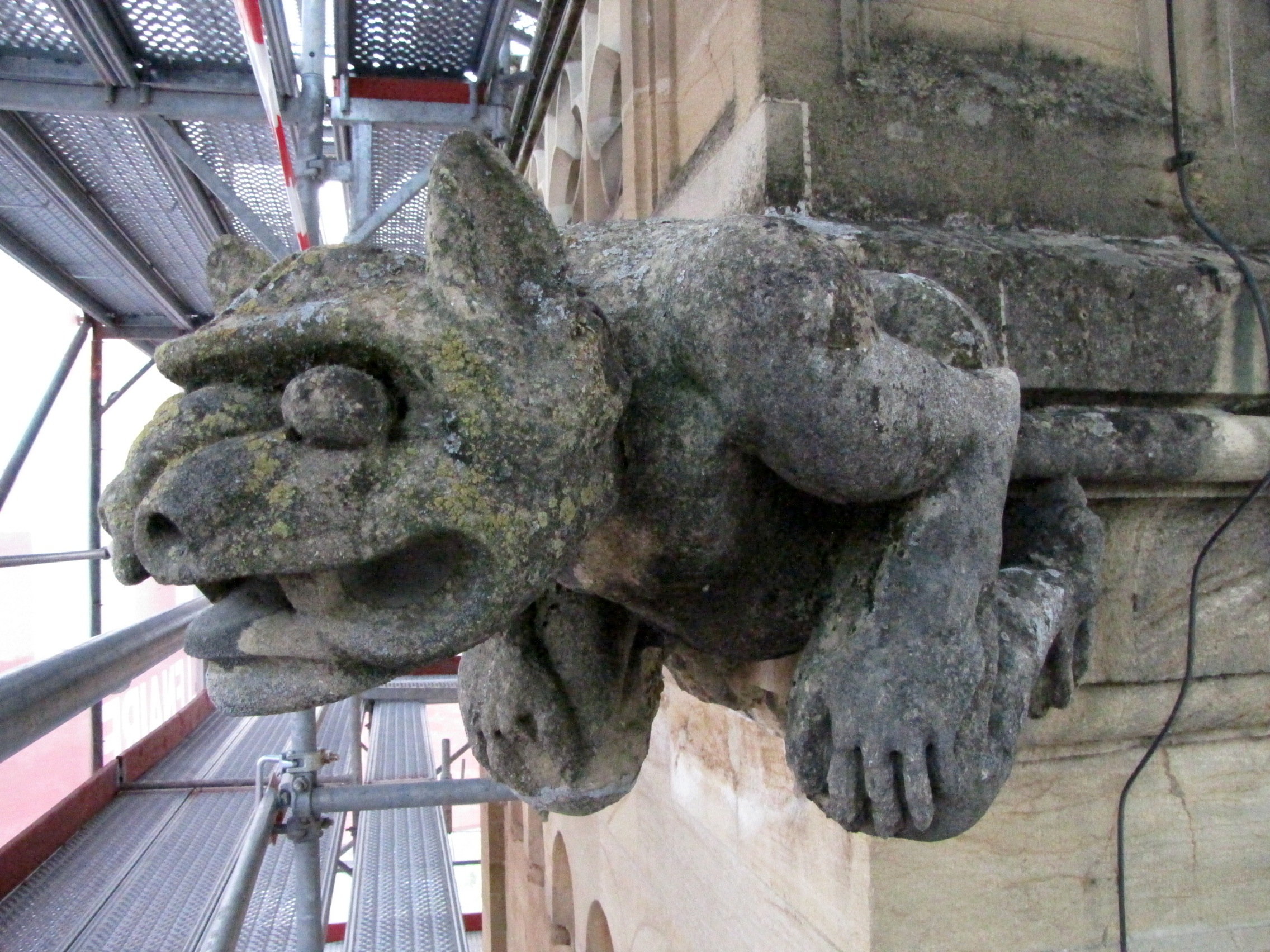
Fausse gargouille des tours.

C'est lors de cette restauration que la seconde tour a été construite et que la toiture surnommée « l'éteignoir » (du fait de sa forme) a été remplacée par des flèches en pierre. Les quadrilobes des parapets ont été démontés et remplacés. Les anciens quadrilobes ont été récupérés, ainsi que d'autres éléments de cette restauration, pour construire le petit château à Boudry, que l'on appelle tour de pierre (l'actuel caveau de dégustation des vins).

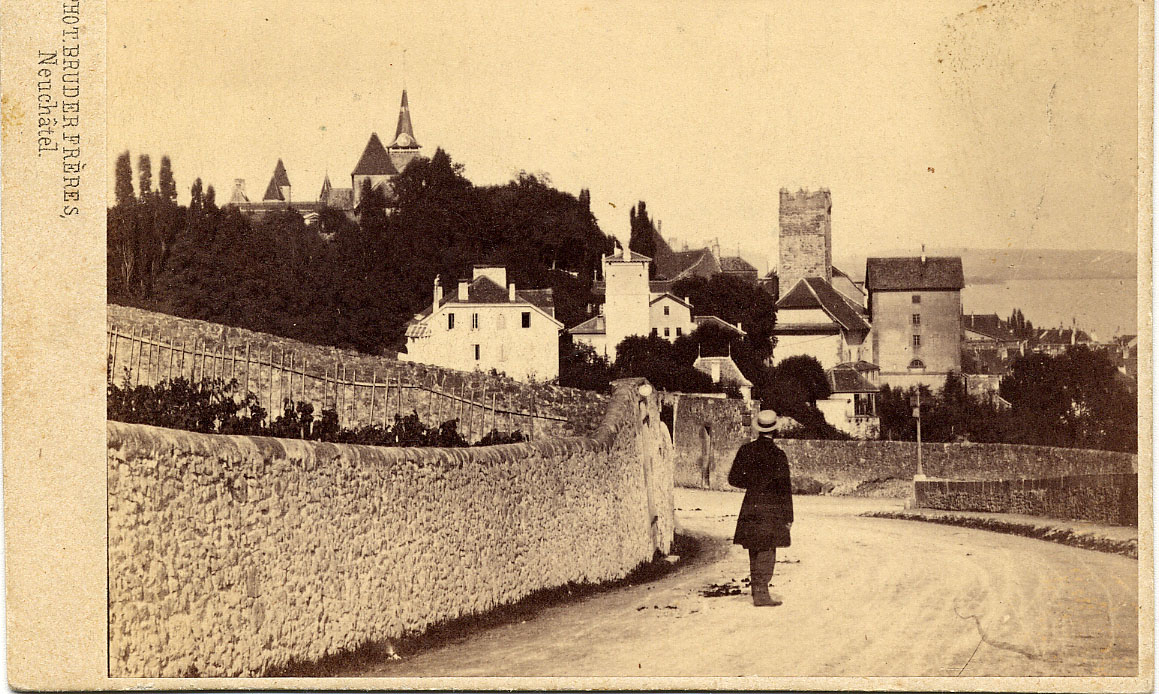
La collégiale et le secteur des prisons vus depuis l'ouest (rue du Petit-Pontarlier), vers 1867 (photo Bruder frères)

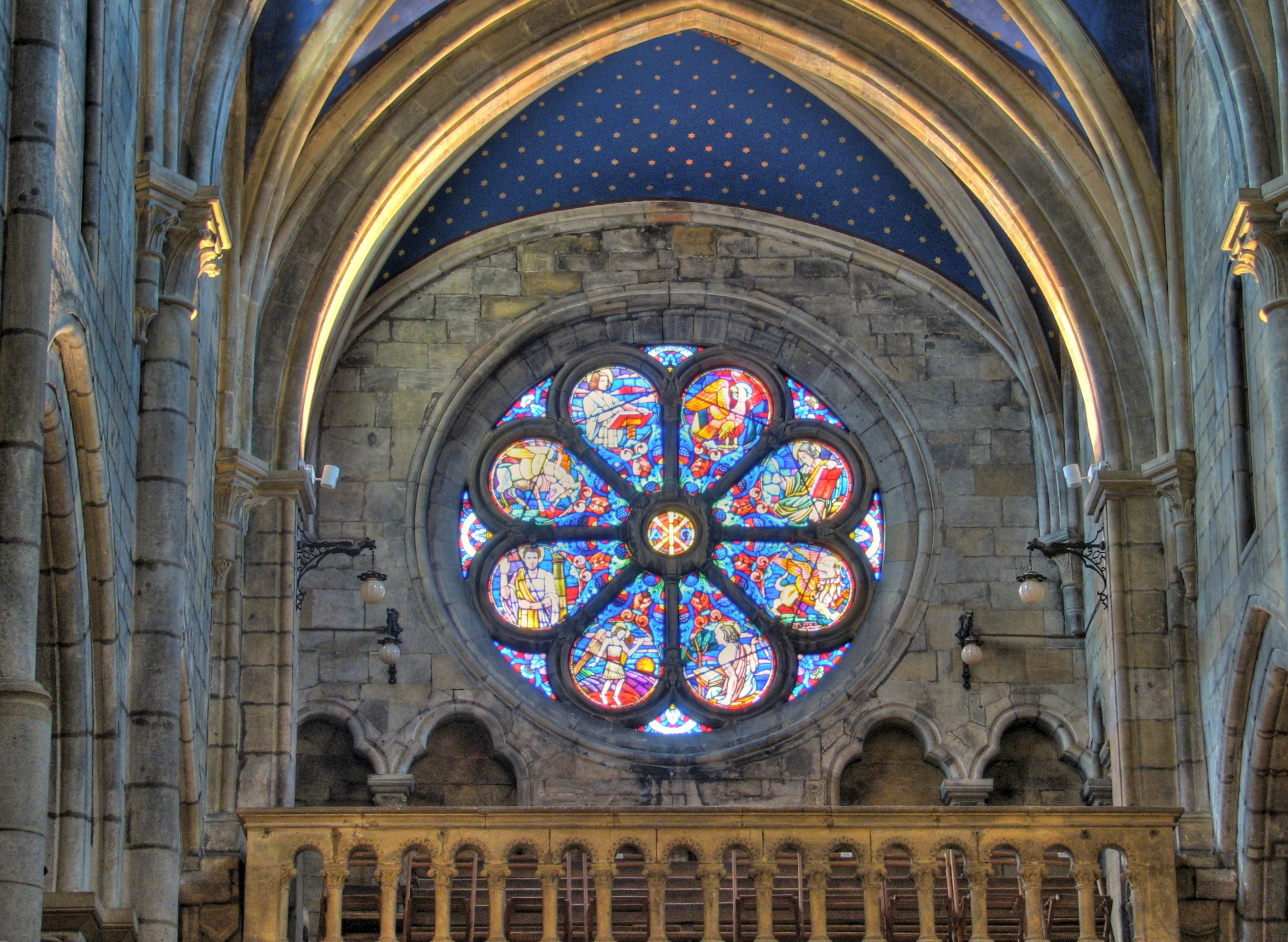
Rosace ouest de la collégiale.

Les gargouilles de la collégiale ont également été remplacées par de fausses gargouilles, non percées, qui ne permettent pas l'écoulement de l'eau. Les gargouilles d'origine sont conservées au musée d'art et d'histoire de Neuchâtel. La rosace ouest est également une création à l'occasion de cette restauration.

## Monument des comtes et des comtesses de Neuchâtel

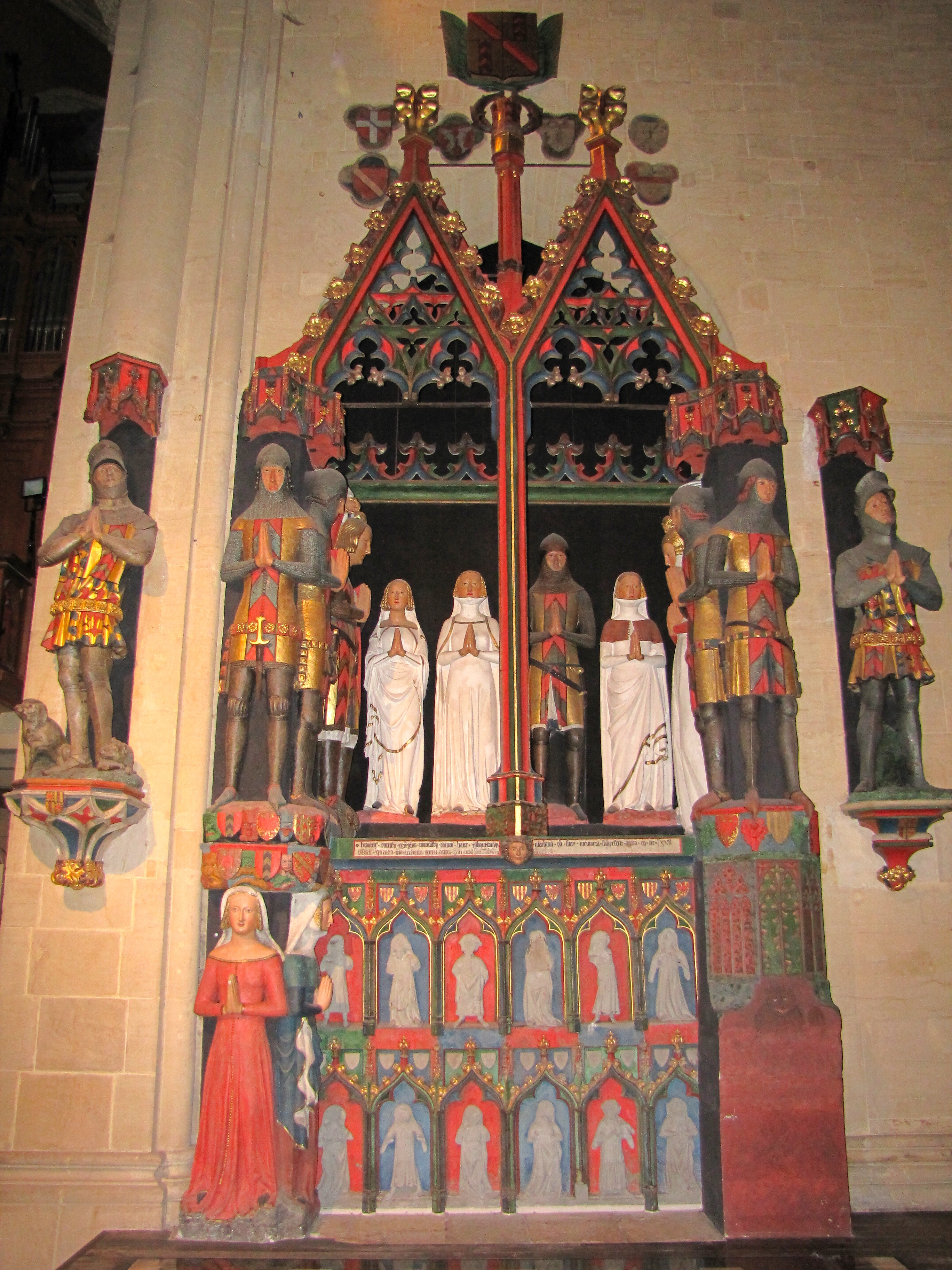
Monument des comtes et des comtesses de Neuchâtel au cœur de la collégiale.

Le monument des comtes et des comtesses de Neuchâtel, communément appelé « cénotaphe », est un ensemble dédié à la mémoire du comte Louis de Neuchâtel et de sa famille. Il comporte 14 statues polychromes et une 15e monochrome ; au centre le comte Louis se trouve entouré de ses trois femmes successives. La comtesse située le plus à gauche ne porte pas de mentonnière, contrairement aux deux autres. Il s'agit peut-être de la troisième femme et dernière épouse du comte, Marguerite de Vufflens, avec laquelle il n'a pas eu d'enfant. Proches du comte, nous observons deux gisants relevés, (oreillers et angelots sous leurs têtes, lion et chien à leurs pieds, symboles et de courage et de fidélité), datant probablement de la première partie du XIVe siècle. Il s'agit peut-être des parents du comte Louis, Rodolphe IV, seigneur de Neuchâtel et Éléonore de Savoie son épouse. Ils furent sans doute relevés au moment de l’édification du Monument en 1372. La dédicace (en latin) signifie en français : « Louis, illustre comte et seigneur de Neuchâtel, a fait construire la tombe et toute la machine en mémoire des siens en l’an mil trois cent septante-deux ».
Sur les côtés du monument se trouvent quatre chevaliers en armures de guerre. Il s'agit probablement des trois fils du comte Louis et de son gendre, le comte de Nidau, époux d’Isabelle, sa fille aînée. À hauteur des spectateurs, on observe deux comtesses en prière, les filles du comte Louis, Isabelle et Varenne. Après la mort du comte son père, Isabelle deviendra en 1373, comtesse en titre et ce jusqu’à sa mort en 1395. À l’extérieur du monument même, il y a 3 autres chevaliers, dont la facture iconographique date du XVe siècle. Ce sont les statues des comtes de Fribourg en Brisgau, qui ont succédé aux Neuchâtel par le biais d’Isabelle et de Varenne. Tout à l’extérieur, on admire Rodolphe de Hochberg, seule statue monochrome du monument, neveu et héritier de Jean de Fribourg.
Le monument des comtes et des comtesses a été restauré une première fois en 1839-40 par Charles Frédéric Louis Marthe, qui en a respecté l’esprit. La fin du XXe a vu une restauration très importante de ce chef d’œuvre de la statuaire médiévale.
Depuis 2021, il est possible de le découvrir en réalité augmentée au moyen de Monumentissimo!, une app développée par l’Association du Monument des Comtes et des Comtesses de Neuchâtel (AMCC),,.

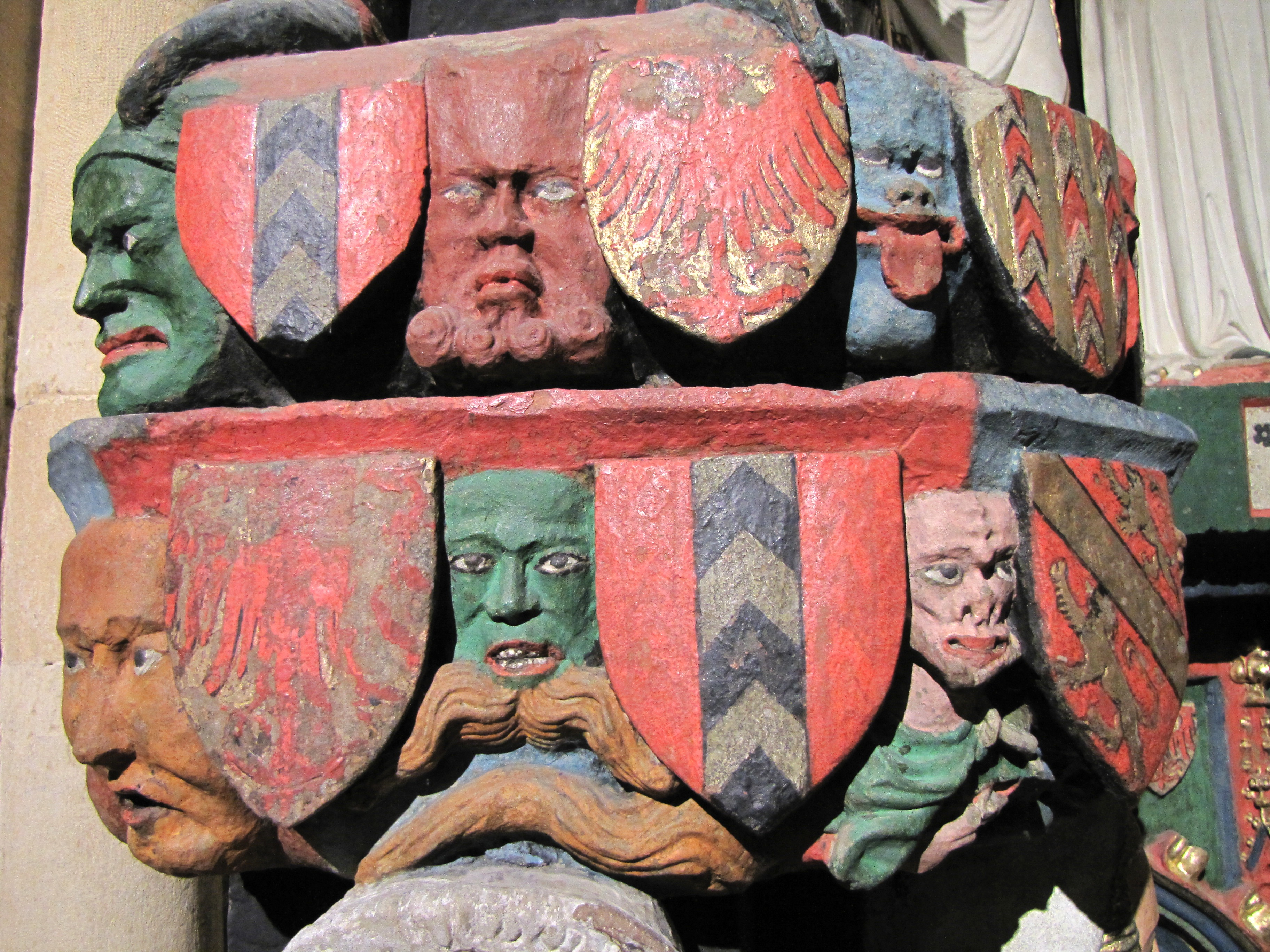
Détail du monument.
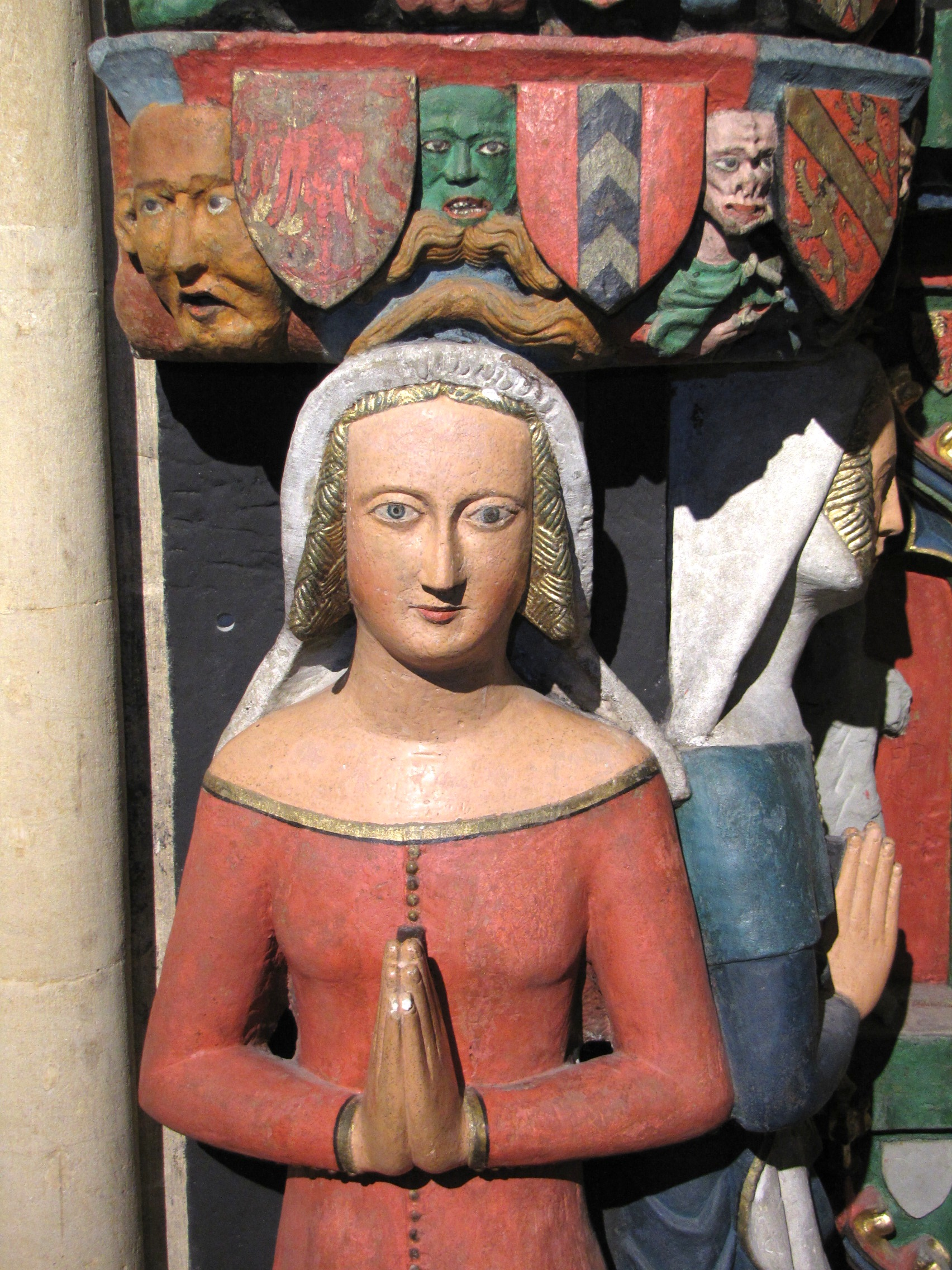
La comtesse Isabelle de Neuchâtel, fille aînée du comte Louis.
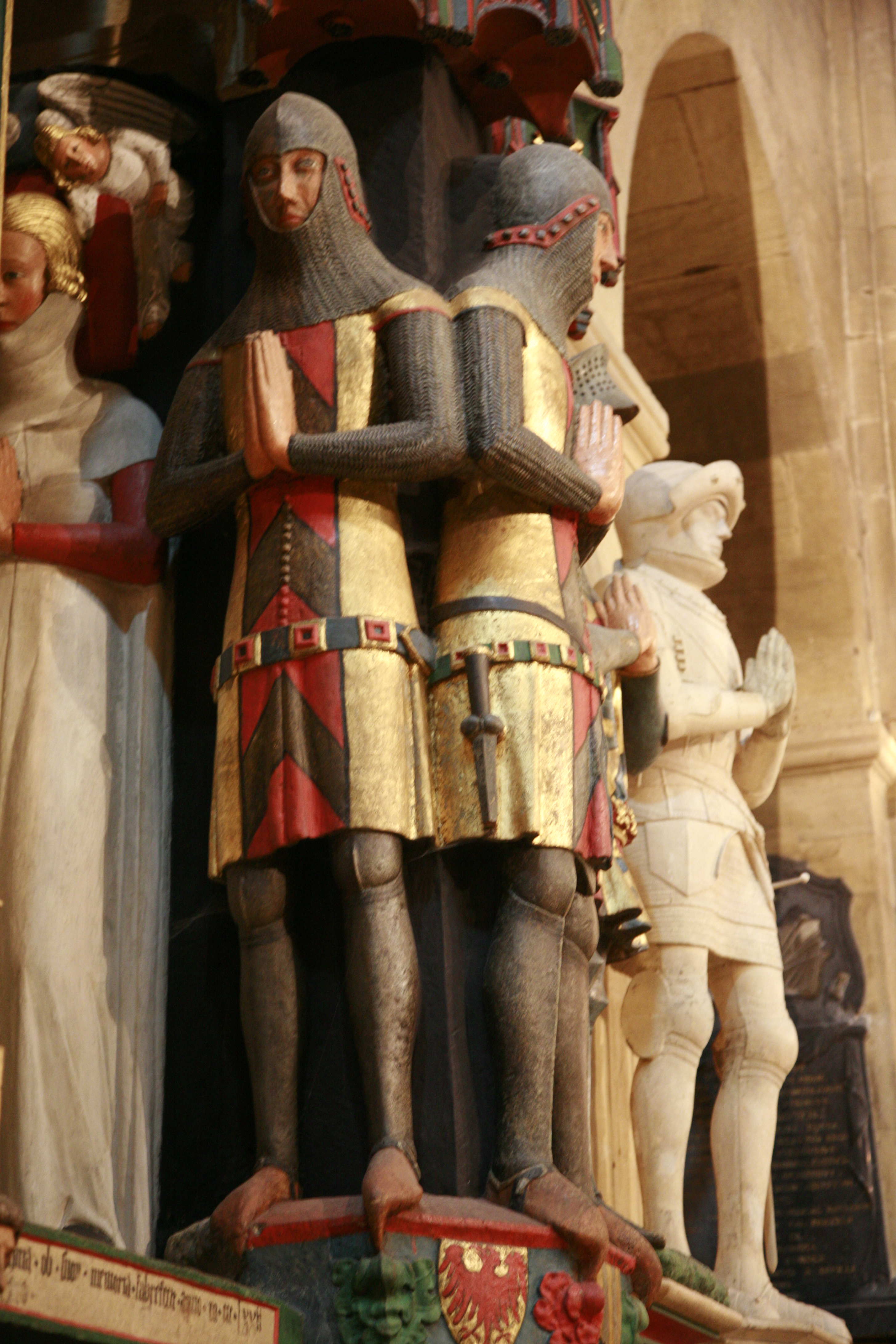
Deux des 4 chevaliers d'angle (fils présumés du comte Louis).

## Restauration de 2009-2013
Depuis 2009 une restauration d'envergure est en cours. Des fouilles archéologiques ont d'abord été effectuées dans le cloître. L'extérieur du bâtiment fut en restauration jusqu'en 2012. Puis ce sera l'intérieur qui sera restauré. Le calendrier de chantier prévoyait de terminer l'extérieur pour les festivités du millénaire de la ville de Neuchâtel en 2011, mais cela n'a pas été possible. En revanche, la présence des échafaudages est l'occasion de visites guidées dans des endroits qui en temps normal sont totalement inaccessibles. C'est l'occasion d'observer de nombreux détails des sculptures.

### Vidéo
- Présentation du Monument des Comtes et des Comtesses de Neuchâtel